# Filialkirche Guggenthal

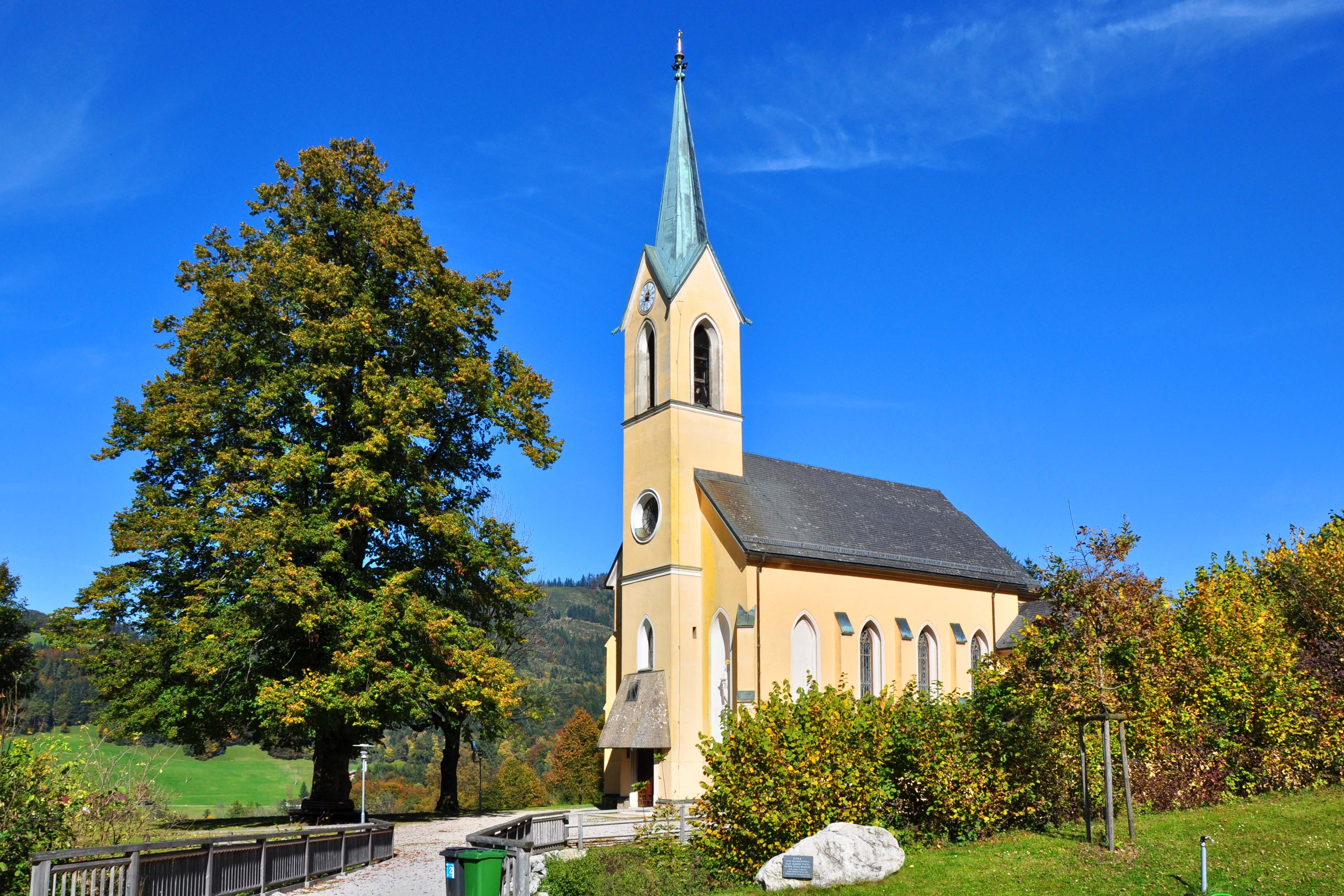
Hl.-Kreuz-Kirche Guggenthal

Die Filialkirche Guggenthal ist eine römisch-katholische, zum Hl. Kreuz und zur Hl. Elisabeth geweihte Kirche in der Salzburger Gemeinde Koppl. Sie war ursprünglich die Betriebskapelle der Brauerei Guggenthal und ist heute Filialkirche der Pfarre Koppl im Dekanat Thalgau. Das unter Denkmalschutz stehende Gebäude liegt im Ort Guggenthal am Fuß des Gaisberges, ca. 4 km Luftlinie nordöstlich vom Stadtzentrum Salzburgs.

## Geschichte

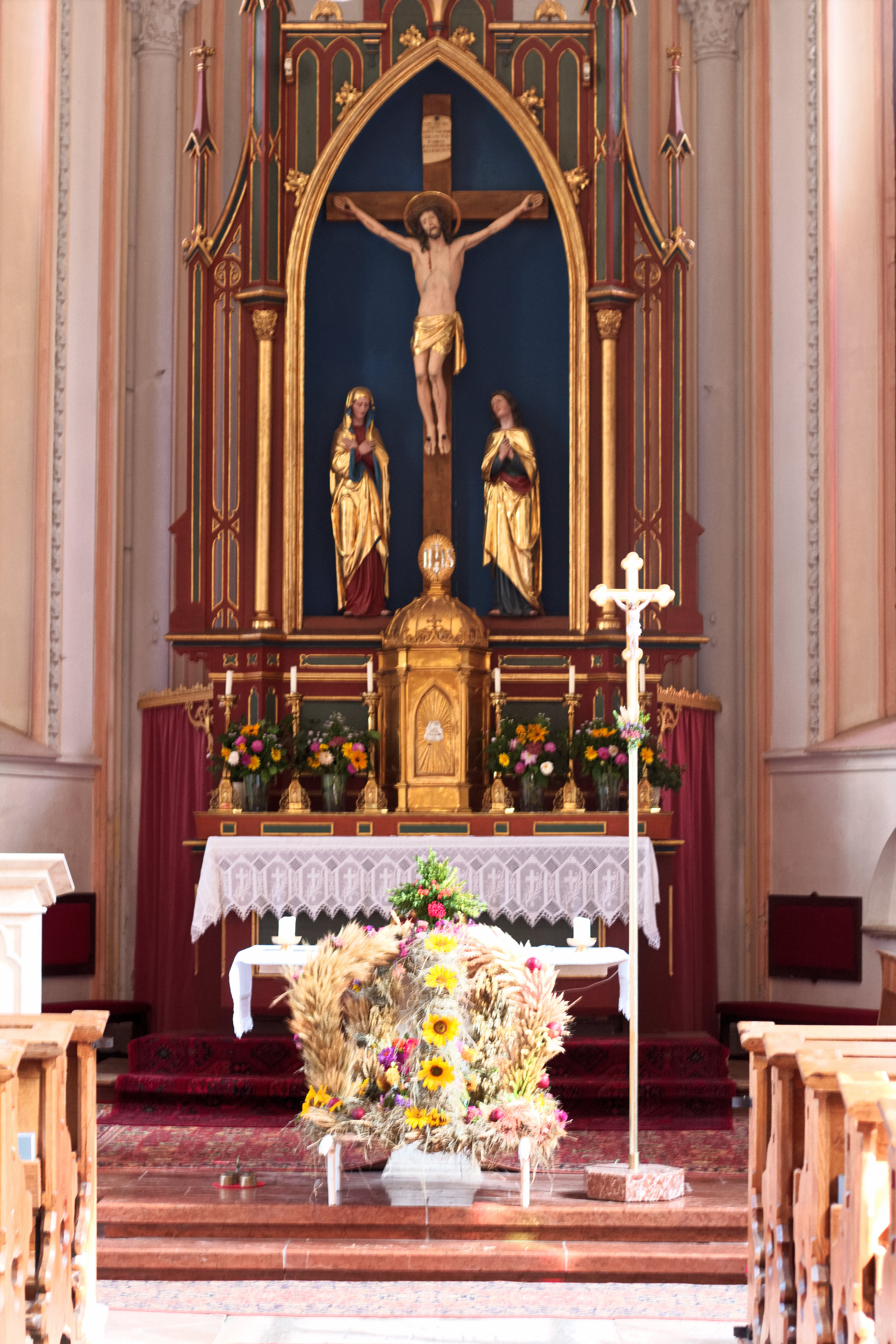
Hochaltar mit Kreuzigungsgruppe

Schon 1670 wurde eine kleine Kapelle mit Messerlaubnis auf dem Meierhof von Schloss Guggenthal errichtet. Seinerzeit war das Anwesen Besitz der Bischöfe von Chiemsee, der Weihbischöfe zu Salzburg, und in diesem Jahr wurde es an den hochfürstlichen Truchsess Franz Carl Polito verkauft.
Von der Familie Weikl, die den Gutshof erstand und dort einen umfangreichen Brauereibetrieb aufbaute, wurde 1863 ein neugotischer Kirchenbau zu Ehren hl. Kreuz und zur hl. Elisabeth gestiftet. Am 21. April 1863 wurde der Grundstein zum Bau durch Jacob Ceconi gelegt. Am 14. September 1864 fand die Einweihung durch Erzbischof und Kardinal Dr. Maximilian Joseph von Tarnóczy statt. Die Marmorkanzel der Kirche stammt aus dem alten Dom zu Salzburg und wurde 1862 für Guggenthal angekauft.
Durch nahe Bombeneinschläge  wurden 1944/45 Dach und Fenster in Mitleidenschaft gezogen, die Wiederherstellungsarbeiten konnten 1948 abgeschlossen werden.
1964 wurde zum 100-jährigen Jubiläum mit einer Innenrenovierung der Kirche begonnen. Die Gemeinde Koppl und die Kirche halten das Gotteshaus weiterhin in einem sehr guten Zustand.

## Architektur
Einschiffiger neugotischer Bau mit einspringendem polygonal geschlossenem Chor. Das Langhaus besteht aus vier Jochen und ist mit einem Netzrippengewölbe versehen, das auf Rundpfeilern ruht. Südlich des Chores befindet sich eine zweigeschoßige Sakristei, der dreigeschoßige Turm steht an der Giebelfassade. Die Musikempore ist aus Holz.

## Ausstattung
Das bekannteste Ausstattungsstück der Kirche ist die 1512 aus Rotscheckmarmor hergestellte gotische Kanzel auf gedrehter Säule. Sie stammt aus dem 1598 abgebrannten Konradinischen Dom, wurde 1862 für die neugotische Kirche angekauft und als Pendant zum nördlichen Seitenaltar an der Südseite eingebaut. Bis 1860 war die Kanzel in der Pfarrkirche Wals gewesen.
Der Hochaltar stellt eine Kreuzigungsszene dar, darüber eine Figur der hl. Elisabeth, der linke Seitenaltar ist mit einer neugotischen Immaculata ausgestattet.
Die Orgel mit sechs Registern stammt von Johann Nepomuk Carl Mauracher.

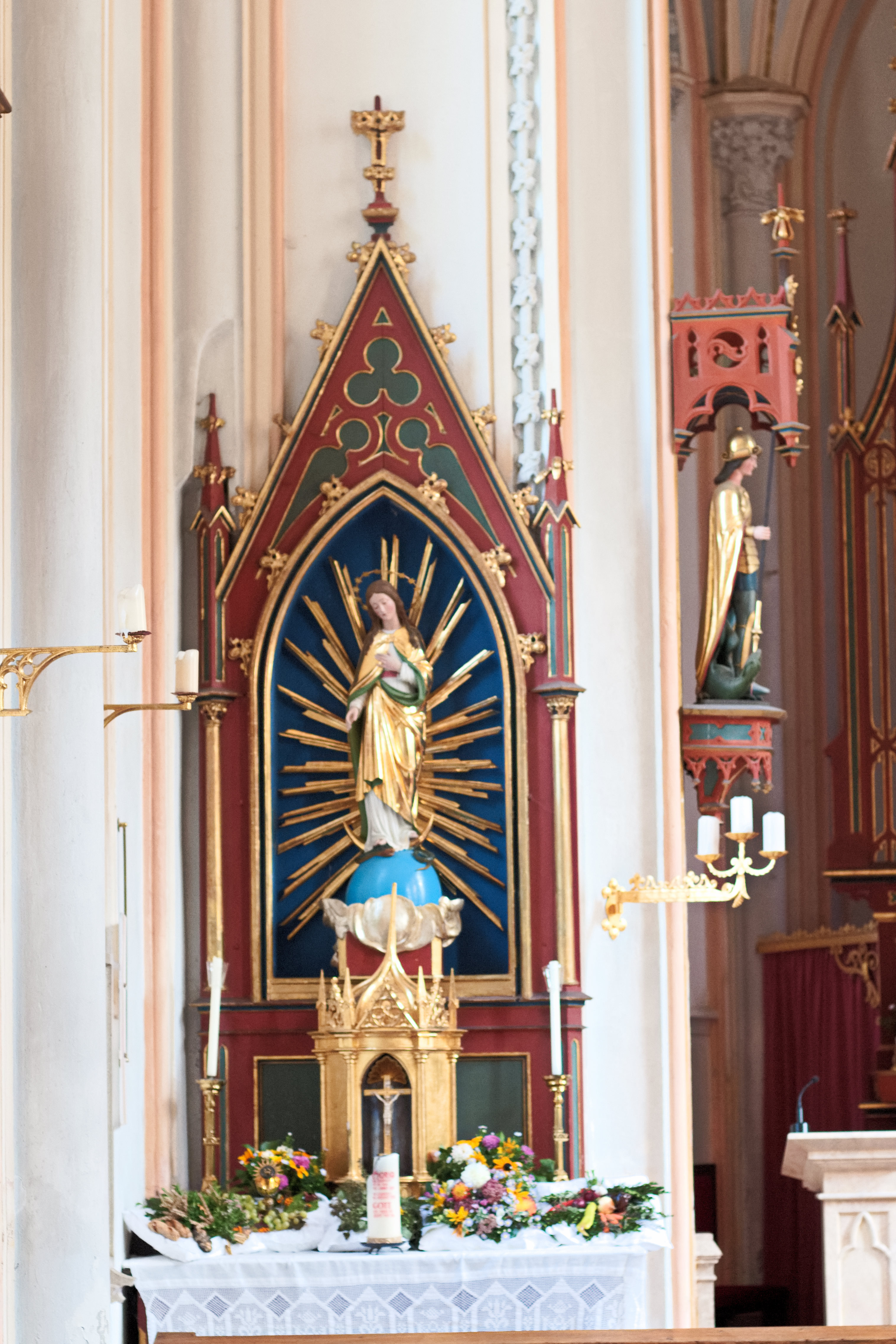
Seitenaltar mit Immaculata
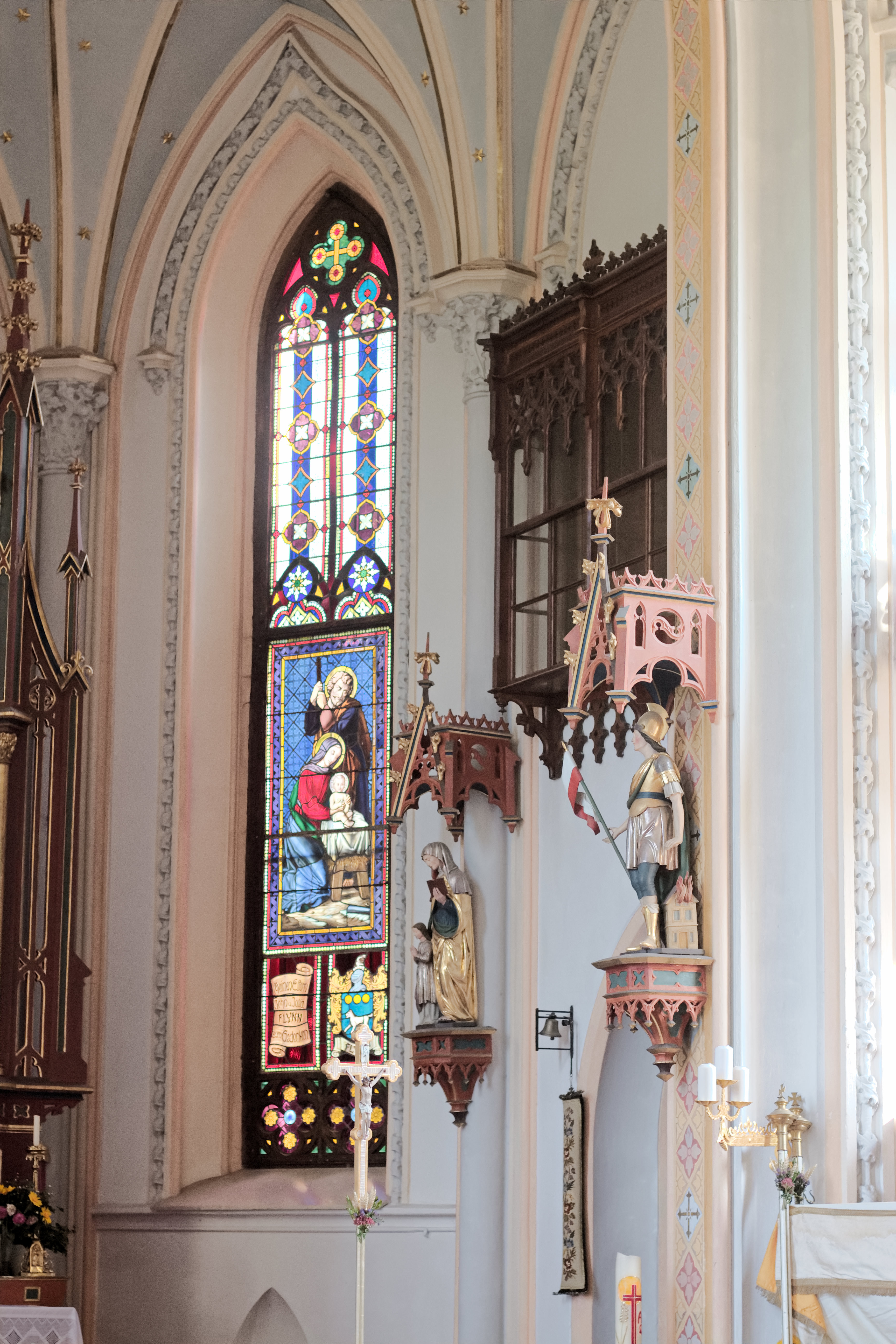
Kirchenfenster und zwei Skulpturen
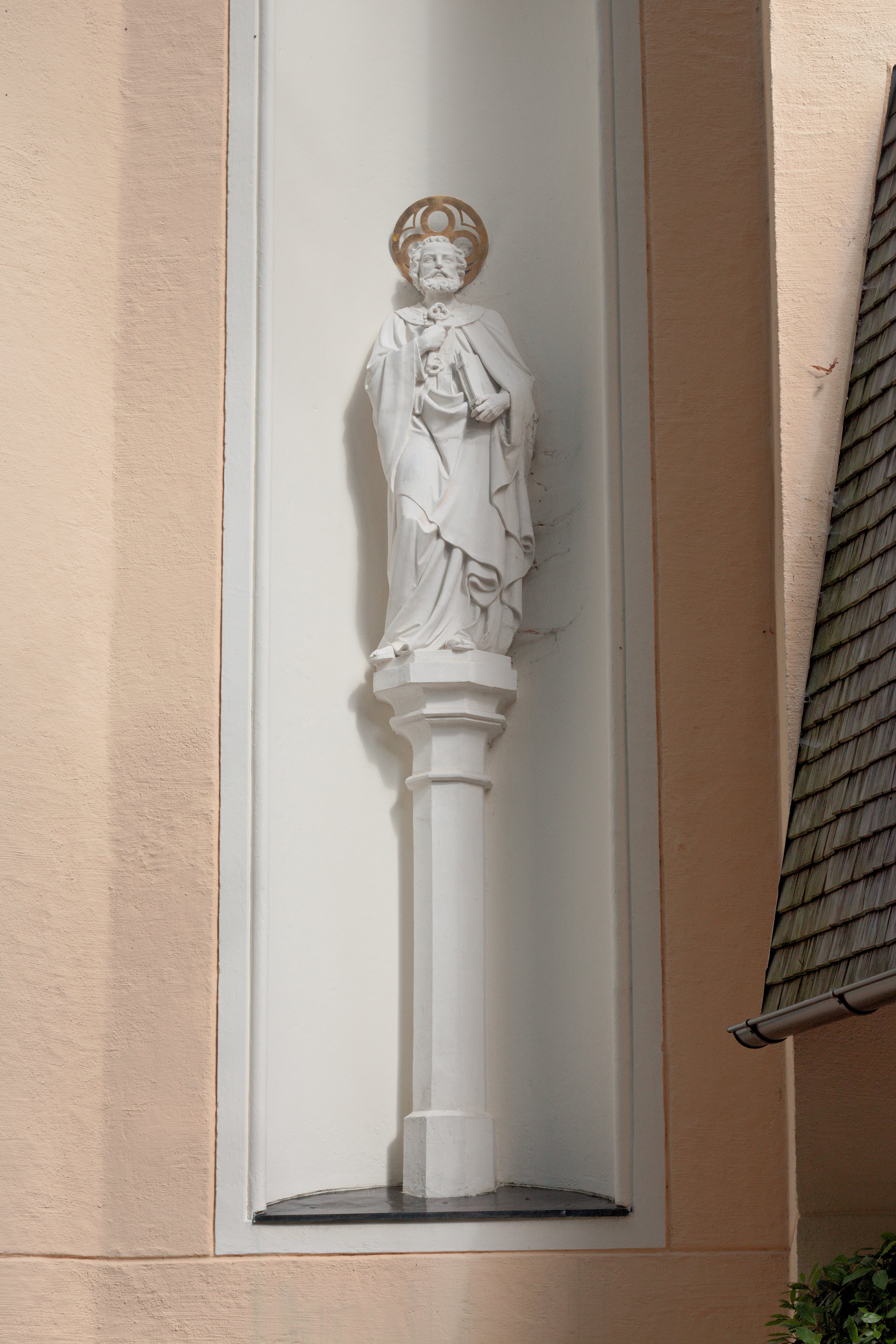
Nischenfigur des hl. Petrus
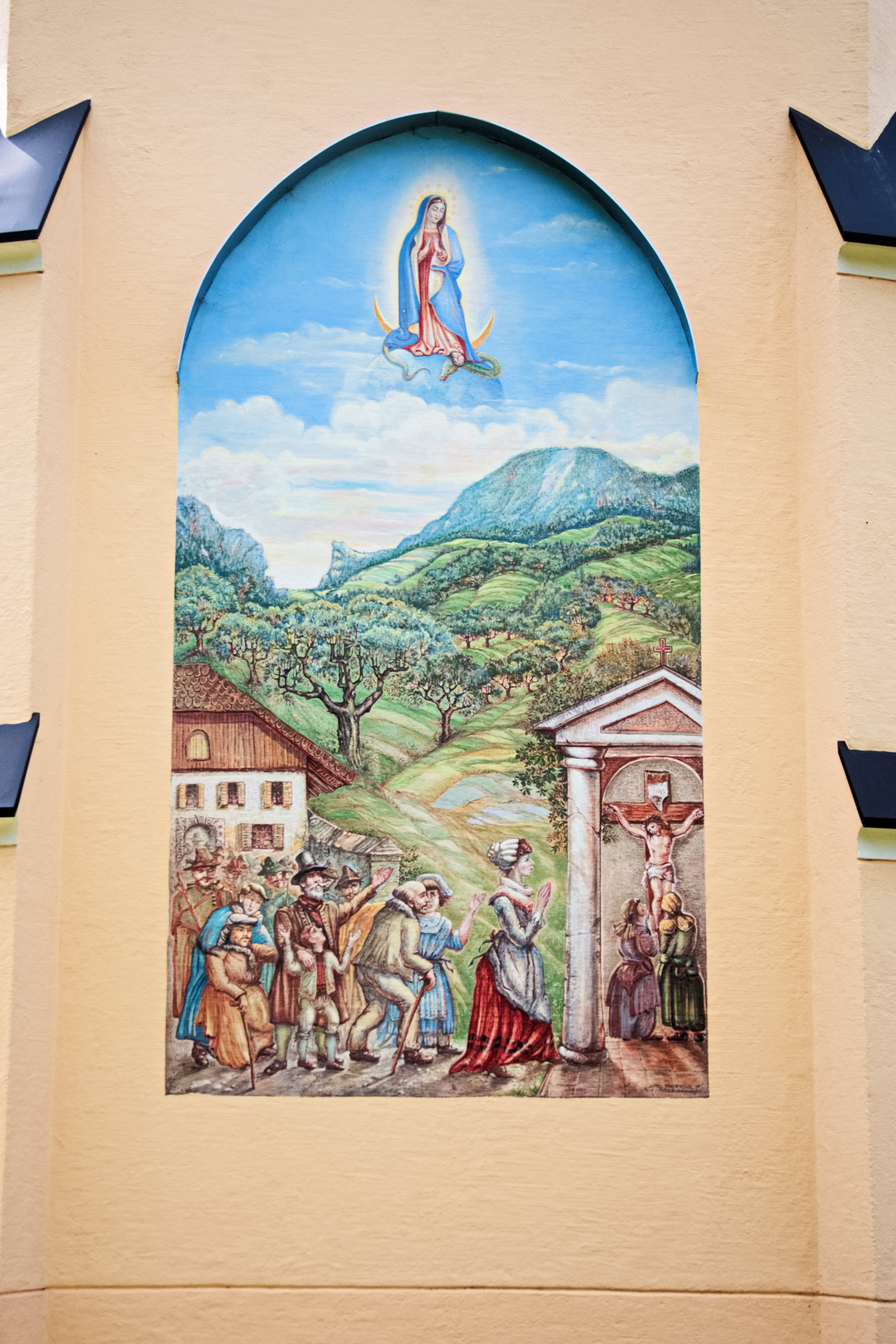
Wandgemälde auf der Außenmauer